# Екатерина Макарова
Екатерина Макарова  (на руски: Екатерина Валерьевна Макарова) е професионална тенисистка от Русия. Започва да тренира тенис на 6-годишна възраст. През 2003 г., Екатерина Макарова регистрира първите си участия в турнири, организирани от Международната тенис асоциация (ITF).
През 2003 г., само няколко дни след като навършва 15 години, Екатерина Макарова получава „уайлдкард“ за турнира в руския град Електростал. На този турнир тя дебютира в големия тенис, достигайки до четвъртфиналната фаза, където е отстранена от украинската тенисистка Олга Савчук с резултат 6:3, 3:6, 0:6.
През 2009 г., руската тенисистка бележи сериозен професионален подем, достигайки до две финални срещи само в разстояние на десет дни. На 2 май 2009 г., тя губи финалната среща на турнира в мароканския град Фес от Анабел Медина Гаригес с резултат 0:6, 1:6. На 9 май 2009 г., се изправя срещу белгийката Янина Викмайер във финалния мач на турнира „Ещорил Оупън“, който губи с 2:6, 5:7. Убедителното представяне на руската тенисистка и отреждат най-силното и персонално класиране именно през 2009 г., когато тя заема 35-а позиция в световния тенис.
В мачовете по двойки, Екатерина Макарова достига четири пъти в своята кариера до финални срещи, в една от които се поздравява с шампионската титла. Това се случва на 4 май 2008 г., по време на турнира в мароканския град Фес, в който заедно със сънародничката си Алиса Клейбанова побеждават Сорана Кърстя от Румъния и Мария Кириленко от Русия с резултат 6:3, 2:6, 10:8.
През 2010 г., Екатерина Макарова играе финал на смесени двойки в турнира за „Откритото първенство на Австралия“. В Мелбърн, руската тенисистка и чешкия и партньор Ярослав Левински са надиграни от „специалистите“ на смесени двойки Кара Блек и Леандер Паеш с 5:7, 3:6.
През 2008 г., Екатерина Макарова е част от представителния отбор на Русия, заедно със Светлана Кузнецова, Вера Звонарьова и Елена Веснина, който завоюва титлата в турнира „Фед Къп“ в оспорвана битка срещу Испания.
На 19 юни 2010 г., Екатерина Макарова печели първата си шампионска титла на сингъл от турнир, провеждан от Женската тенис асоциация (WTA). Това се случва във финалната среща на турнира в Ийстбърн, в която руската тенисистка надделява над Виктория Азаренка с резултат 7:6 и 6:4.